# 그레고리오 선교사 목록

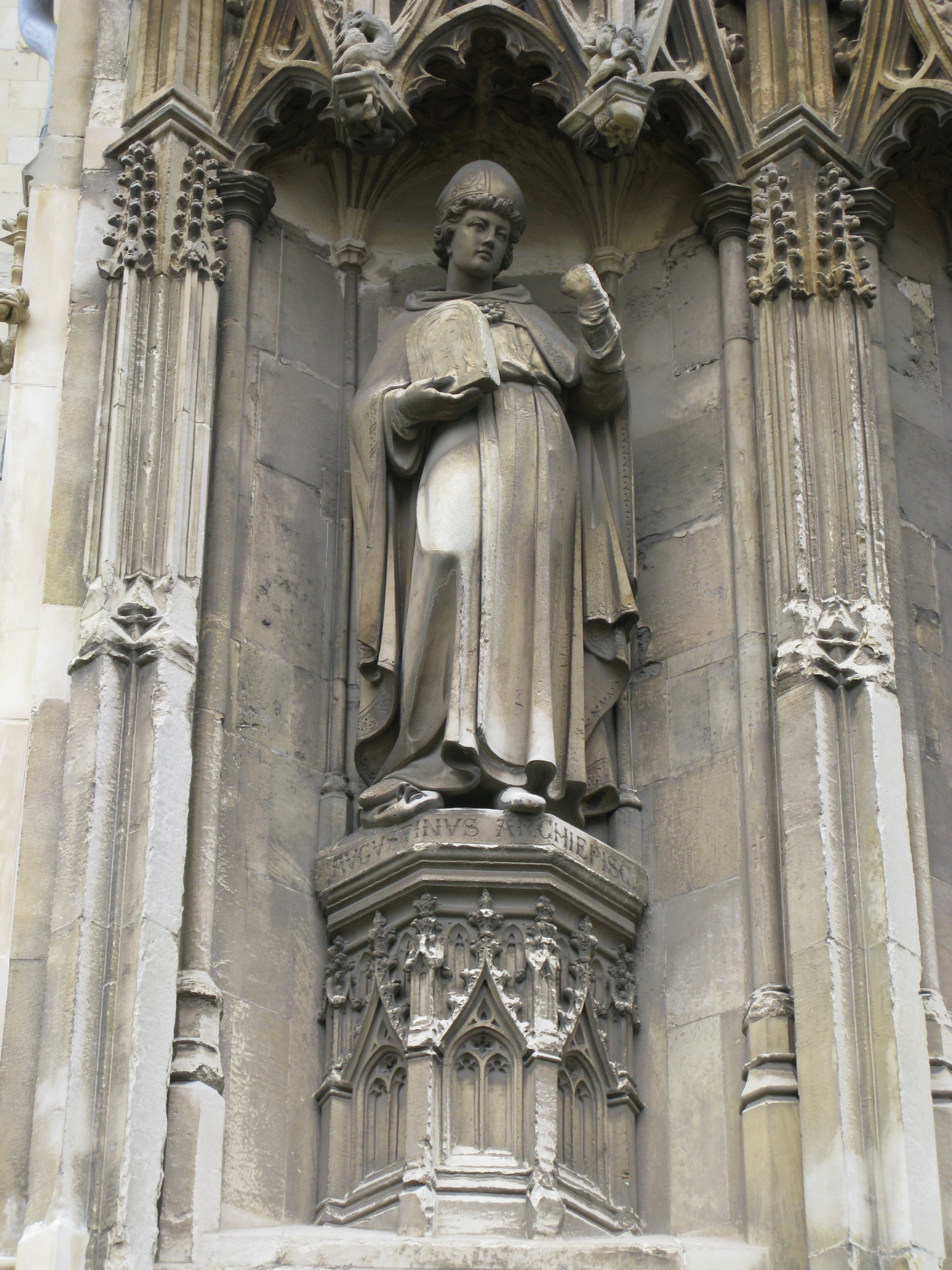
캔터베리 대성당의 캔터베리의 아우구스티노 동상

그레고리오 선교는 6세기 후반에서 7세기 초반 교황 대 그레고리오에 의하여, 토착 앵글로색슨 이교로부터 앵글로색슨족의 개종과 기독교화를 위해서 이탈리아의 수도사와 사제들 집단이 브리튼섬으로 보내졌다. 첫 번째 집단은 약 40명의 수사와 사제로 구성되었는데, 그들 중 일부는 로마에 있는 그레고리오 자신의 수도원의 수도사들이었다. 그들은 거의 포기하거나 로마로 돌아온 긴 여행 후인, 597년 앵글로색슨의 켄트 왕국에 도착했다. 그레고리오는 601년에 새로 세워진 교회들을 위한 책과 유물들과 함께 두 번째 선교사들을 증원으로 보냈다. 켄트로부터 선교사들은 동앵글리아와 브리튼섬의 북쪽으로 퍼져나갔지만, 켄트 왕 애셀베르흐트가 죽은 후, 선교는 대부분 켄트에 국한되었다. 또 다른 선교는 625년경 애셀베르흐트의 딸이 노섬브리아 왕 에아드위네와 결혼하면서 노섬브리아 왕국으로 보내졌다. 633년 에아드위네의 죽음 이후, 기독교화에 대한 이교도들의 반발이 일어나면서, 선교는 다시 켄트에 국한되었고, 선교사들은 에드윈이 죽은 후 권력을 되찾은 이교도들을 두려워하여 노섬브리아를 떠났다.
선교사들에 대한 정보의 주요 자료는 731년경에 쓰여진 중세 작가 베다의 앵글인의 교회사(라틴어: Historia ecclesiastica gentis Anglorum)이다. 베다는 선교의 일원의 몇몇을 상세히 열거한다. 또 다른 중요한 자료는 선교사들에게 보낸 그레고리오의 편지 사본들을 열거한 교황의 기록부이다. 두 자료는 두 집단의 선교사들에 대한 완전한 목록을 제공하지 않기 때문에, 구성원들의 목록은 베다와 그레고리오의 편지에서 산재해 있는 참고 문헌에서 수집되어야 한다.
첫 번째 집단에는 대략 40명이 포함된 것으로 알려졌지만, 두 번째 집단에는 몇 명이 도착했는지는 알려지지 않았다. 증거의 다양성은 선교사 중 일부만 지명할 수 있게 한다.
알려진 많은 일원들은 주교나 대주교가 되었고, 나머지들은 대부분 수도원장이 되었다. 유일한 예외는 교회에서 부제보다 더 높은 직분을 맡은 적이 없는 부제 야고보이다. 대주교 중에 캔터베리 대주교인 첫 다섯 명은 아우구스티노, 라우렌시오, 멜리토, 유스토, 호노리오이다. 그들 모두 나중에 성인으로 시성되었다. 다른 두 명의 선교사 바울리노와 로마노도 주교가 되었다. 마지막 선교사 집단은 캔터베리에 아우구스티노가 세운 수도원의 수도원장이 되었으며, 나중에 아우구스티노의 이름을 따서 성 어거스틴 수도원으로 알려지게 되었다. 수도원장으로는 그라치오소, 요한, 베드로, 페트로니오, 루피니아노가 있었다. 다섯 명의 대주교와 더불어, 선교의 다른 세 명의 일원들은 성인으로 여겨진다. 이들은 베드로, 부제 야고보와 바울리노이다.

## 구성원
도착일은 둘 중 하나로, 첫 번째 선교사 집단이 597년, 두 번째 집단이 601년이다. 일부 일원의 도착일은 알려지지 않았다. 세 번째 열에는 선교사가 맡고 있는 주요 교회 직분이 열거되어 있다. 사망일이 항상 알려진 것은 아니며, 이 경우에는 대략적인 연대가 나열된다. 마지막 열은 구성원이 성인으로 간주되는지 여부를 나타낸다.
| 이름                    | 잉글랜드 도착일       | 주요 교회 직분                                              | 사망일                      | 시성됨 |
| ----------------------- | --------------------- | ----------------------------------------------------------- | --------------------------- | ------ |
| 캔터베리의 아우구스티노 | 597년                 | 초대 캔터베리 대주교 (597–604)                              | 604년과 609년 사이          | 시성   |
| 그라치오소              | 알려지지 않음         | 4대 성 어거스틴, 캔터베리의 원장 (626–638)                  | 638년                       | 아님   |
| 캔터베리의 호노리오     | 587년과 601년 중 하나 | 5대 캔터베리 대주교 (627–653)                               | 653년                       | 시성   |
| 부제 야고보             | 알려지지 않음         | 부제                                                        | 671년 이후                  | 시성   |
| 요한                    | 587년과 601년 중 하나 | 2대 성 어거스틴, 캔터베리의 원장 (607–618)                  | 알려지지 않음               | 아님   |
| 유스토                  | 601년                 | 초대 로체스터 주교 (604–624) 5대 캔터베리 대주교 (624–627?) | 627년                       | 시성   |
| 캔터베리의 라우렌시오   | 597년                 | 2대 캔터베리 대주교 (604–619)                               | 619년                       | 시성   |
| 멜리토                  | 601년                 | 초대 런던의 주교 (604–617) 3대 캔터베리 대주교 (619–624)    | 624년                       | 시성   |
| 요크의 바울리노         | 601년                 | 초대 요크의 주교 (625–633) 3대 로체스터 주교 (633–644)      | 644                         | 시성   |
| 캔터베리의 베드로       | 597년                 | 초대 성 어거스틴, 캔터베리의 원장 (598–605)                 | circa 607년 또는 614년 이후 | 시성   |
| 페트로니오              | 알려지지 않음         | 5대 성 어거스틴, 캔터베리의 원장 (640–654)                  | circa 654년                 | 아님   |
| 로마노                  | 587년과 601년 중 하나 | 2대 로체스터 주교 (624)                                     | circa 624년                 | 아님   |
| 루피니아노              | 601                   | 3대 성 어거스틴, 캔터베리의 원장 (618–626)                  | 638년 이전                  | 아님   |

## 인용

### 일반적인
- Brooks, N. P. (2008). 〈Gregorian mission〉. 《옥스포드 영국 인명 사전》 온라인판. 옥스포드 대학교 출판부. doi:10.1093/ref:odnb/93690. (Subscription 또는 UK 공공도서관 회원 필수.)

### 구체적인
1. 1 2 3 4  Brooks "Gregorian mission (act. 596–601)" Oxford Dictionary of National Biography
2. 1 2  Yorke Conversion of Britain pp. 122–123
3. ↑  Mayr-Harting Coming of Christianity p. 62
4. ↑  Mayr-Harting Coming of Christianity pp. 65–66
5. ↑  Mayr-Harting Coming of Christianity p. 68
6. 1 2 3 4  Lapidge "James the Deacon" Blackwell Encyclopedia of Anglo-Saxon England
7. ↑  Walsh Dictionary of Saints pp. 73, 268, 348, 357, and 420
8. 1 2  “Parish Church of St James the Deacon”. Parish Church of St James the Deacon. Accessed 12 March 2009
9. 1 2  Walsh Dictionary of Saints p. 475
10. 1 2  Walsh Dictionary of Saints p. 482
11. 1 2  Lapidge "Augustine" Blackwell Encyclopedia of Anglo-Saxon England
12. ↑  Walsh Dictionary of Saints p. 73
13. 1 2 3  Hunt "Petronius (d. 654?)" Oxford Dictionary of National Biography
14. 1 2  Lapidge "Honorius" Blackwell Encyclopedia of Anglo-Saxon England
15. ↑  Walsh Dictionary of Saints p. 268
16. 1 2  Haywood "Justus" Blackwell Encyclopedia of Anglo-Saxon England
17. ↑  Walsh Dictionary of Saints p. 348
18. 1 2  Lapidge "Laurentius" Blackwell Encyclopedia of Anglo-Saxon England
19. ↑  Walsh Dictionary of Saints p. 357
20. 1 2  Lapidge "Mellitus" Blackwell Encyclopedia of Anglo-Saxon England
21. ↑  Walsh Dictionary of Saints p. 420
22. 1 2  Lapidge "Paulinus" Blackwell Encyclopedia of Anglo-Saxon England
23. ↑  Hunt "Petrus (St Petrus) (d. 605x11)" Oxford Dictionary of National Biography
24. ↑  Wood "Mission of Augustine" Speculum p. 7
25. ↑  Beazley "Romanus (d. in or before 627)" Oxford Dictionary of National Biography